# Erich Kempka
Erich Kempka (Oberhausen, 16 de setembre de 1910 - 24 de gener de 1975), va ser el xofer personal d'Adolf Hitler.

## Biografia
Fou el més jove de deu germans. Abans d'unir-se al partit nazi, va treballar com mecànic a la DKW. Es va unir al NSDAP i les SS l'1 d'abril de 1930. Dos anys més tard fou un dels vuit fundadors de la Führers SS-Begleitkommando (literalment, ordes de l'escorta del Führer).
Era el controlador de Josef Terboven fins al 29 de febrer 1932 quan, sobre la base de les recomanacions d'aquest últim, es va convertir en el xofer reserva del Führer. El 1934, va reemplaçar a Julius Schreck i Emil Maurice com xofers oficials, i nomenat guardaespatlles principal de Hitler. Ell mateix va detindre d'Ernst Röhm. L'1 de desembre de 1937, es va unir a la Lebensborn. També és condecorat a SS-Ehrenring per Heinrich Himmler.
La seva esposa Gerda Christian, secretaria d'Adolf Hitler, es divorcià, i es va casar amb el General Eckard Christian, Obersturmbannführer (tinent coronel) de les SS, de qui es va divorciar el 1946.
El 30 d'abril de 1945, a sol·licitud d'Otto Günsche, va portar la gasolina que desvia dels vehicles oficials per cremar el cos de Hitler i Eva Braun. L'endemà, va fugir de Berlín. Detingut per l'Exèrcit dels Estats Units el 18 de juny de 1945. En els judicis de Nuremberg, Kempka va ser cridat a declarar, i va afirmar haver vist a Martin Bormann mort per un coet anti-tanc soviètic. Més tard es refereix a Eva Braun com "la dona més infeliç a Alemanya". Va ser posat en llibertat el 9 d'octubre de 1947.
Va morir el 24 de gener de 1975, amb seixanta-quatre anys, a Freiberg am Neckar, sud d'Alemanya.

### fiabilitat històrica
Malgrat les afirmacions fetes en sentit contrari durant el seu interrogatori, Kempka va admetre més tard que quan Hitler i Eva Braun es van tancar en una habitació per al suïcidi, va perdre els nervis i va sortir corrent del Führerbunker, tornant només després que Hitler i Braun van ser morts. En el moment en què va tornar al bunker, els cossos de Hitler i Braun ja s'estaven portant al pati de la cancelleria.
Malgrat la seva dubtosa fiabilitat, se cita sovint el seu testimoniatge del suïcidi de Hitler per la seva acolorida (i obscena) descripció.

### Curiositats
Erich Kempka va ser interpretat per Jürgen Tonkel a la pel·lícula Der Untergang de 2.004 en alemany (Der Untergang). Ell també fou interpretat per Axel Werner en la comèdia de Mein Führer, Mor wirklich wahrste Wahrheit über Adolf Hitler.
En el judici militar de 2008 per al conductor d'Osama bin Laden, Salim Hamdan, la defensa va advocar per la seva innocència, assenyalant que Kempka no va ser jutjat com a criminal de guerra per ser xofer de Hitler.